# Zoltán Kereki
Zoltán Kereki (Kőszeg, 13 de julho de 1953) é um ex-futebolista profissional húngaro que atuava como defensor.

## Carreira
Zoltán Kereki fez parte do elenco da Seleção Húngara de Futebol, da Copa de 1978.